# Martin Modéus

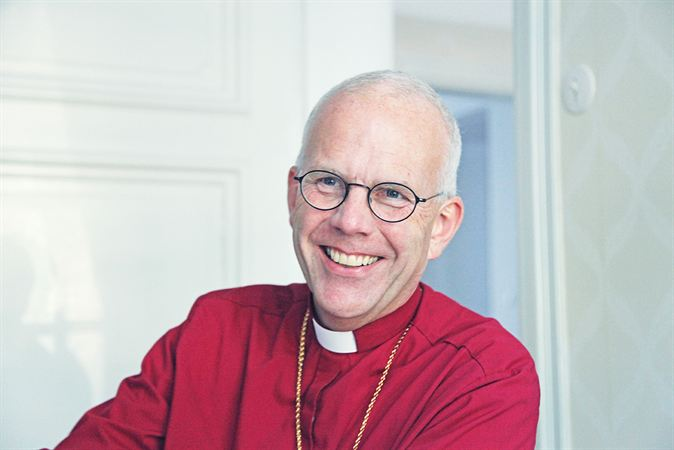
Modéus 2015

Wappen als Bischof von Linköping (2011–2022)

Modéus persönliches Wappen

Martin Modéus (* 1. März 1962 in Jönköping, Schweden) ist ein evangelisch-lutherischer  Bischof. Seit 2022 ist er Erzbischof von Uppsala und damit Leitender Bischof der Schwedischen Kirche.

## Leben
Modéus studierte lutherische Theologie und Philosophie an der Universität Lund. 1986 wurde er im Bistum Växjö ordiniert für das Bistum Växjö und arbeitete anschließend im Gemeindeverband Byarum in der Kommune Vaggeryd. Von 1988 bis 1996 war er an der Kirche von Tumba (Kommune Botkyrka) tätig, anschließend wurde er Doktorand an der Universität Lund. Im Jahr 2000 kehrte er nach Botkyrka zurück und übernahm 2003 eine Stelle für Gottesdienstentwicklung im Bistum Stockholm. 2007 wurde er mit einer Arbeit zur Exegese des Alten Testaments von der Universität Lund zum Doctor theologiae promoviert.
Seit dem 6. März 2011 war er als Nachfolger von Martin Lind Bischof von Linköping. Sein bischöflicher Wahlspruch lautete Levande tillsammans med Kristus („Lebendig zusammen mit Christus“, nach Eph 2,5 ).
Am 8. Juni 2022 wurde er als Nachfolger von Antje Jackelén zum Erzbischof von Uppsala gewählt. Seine feierliche Amtseinführung in Anwesenheit des schwedischen Königspaares und zahlreicher ökumenischer Gäste fand am 4. Dezember (2. Advent) 2022 im Dom zu Uppsala statt.
Sein jüngerer Bruder Fredrik Modéus ist seit 2015 Bischof von Växjö.

## Werke (Auswahl)
- Kyrkans förbön. Bokförlaget Origo, Stockholm 1990.
- Handbok för konfirmandarbete. Del 1-2. Bokförlaget Origo, Stockholm 1991-1992.
- Gudstjänst. Handbok för församlingens gudstjänster. Del 1-4. Bokförlaget Origo, Stockholm 1992. (Mitverfasser: Tony Guldbrandzén)
- Motljus. Bokförlaget Origo, Stockholm 1994.
- Tradition och liv. Verbum, Stockholm 2000.
- Bönboken. Tradition och liv. Verbum, Stockholm 2003.
- Sacrifice and Symbol. Biblical Shelamim In A Ritual Perspective. Dissertation. Almqvist & Wiksell International, Stockholm 2005.
- Mänsklig gudstjänst. Om gudstjänsten som relation och rit. Verbum, Stockholm 2005.
- Kyrkans förbön. Verbum, Stockholm 2009.
- Levande tillsammans med Kristus - Om en kyrka i rörelse. Hirtenbrief. Artos & Norma bokförlag, 2016.
- Finna bönen som redan finns. Verbum. Stockholm 2020